# Caenolestes fuliginosus
Caenolestes fuliginosus es una especie de mamífero marsupial paucituberculado de la familia Caenolestidae endémico de Ecuador, Colombia y el noroeste de Venezuela.

## Subespecies
Se conocen las siguientes subespecies:
- Caenolestes fuliginosus centralis Bublitz, 1987
- Caenolestes fuliginosus fuliginosus (Tomes, 1863)
- Caenolestes fuliginosus obscurus Thomas, 1895